# Ritterschaftliches Kreditinstitut Stade
Die Ritterschaftliches Kreditinstitut Stade Aktiengesellschaft (RKI Stade) ist ein deutsches Realkreditinstitut mit Sitz in der niedersächsischen Kreisstadt Stade im Landkreis Stade.

## Geschichte
König Georg IV. von Großbritannien und Hannover erteilte der Ritterschaft des Herzogtums Bremen am 17. Januar 1826 die Genehmigung zur Gründung eines Kreditvereins. Später wurde diese Verordnung veröffentlicht und bald darauf nahm die erste Direktion unter dem Namen „Kreditkommission“ ihre Arbeit auf.
Die heutige Tradition kann insofern auch als außergewöhnlich bezeichnet werden, da es nur noch zwei von Ritterschaften getragene Banken gibt: Neben dem Ritterschaftlichen Kreditinstitut in Stade hat nur der in Hannover ansässige Calenberger Kreditverein eine vergleichbare Tradition.
Der ursprüngliche Zweck des Institutes war es, seinen Mitgliedern eine langfristige Kreditaufnahme zu günstigen Konditionen zu ermöglichen und die Tilgung ihrer Darlehen nach Kräften zu unterstützen. Mitglieder konnten anfänglich ausschließlich Rittergutsbesitzer werden. Dieser Kreis wurde jedoch schon kurze Zeit später um freie Bauern erweitert.
Die Refinanzierung der ausgegebenen Darlehen erfolgte schon immer über die Ausgabe von Pfandbriefen. Es galt, deren Gläubiger durch das Angebot äußerst sicherer Schuldbriefe von einer Investition zu überzeugen.
Ab 1970 erweiterte das Ritterschaftliche Kreditinstitut Stade sein Angebot um Baufinanzierungen und Kommunaldarlehen. Dennoch blieb auch in der Folge der traditionelle Ausgabe des Realkredits für das Institut eine vorsichtige, und daher in hohem Maße den Interessen der Kundschaft verpflichtete Geschäftspolitik. Auch die Verwurzelung in der Region kennzeichnet den individuellen „Charakter“ der Bank.
Das Kreditinstitut unterliegt den für öffentlich-rechtliche Realkreditinstitute geltenden Bestimmungen.
Im Juni 2022 wurde die Rechtsform der Bank von einer Anstalt öffentlichen Rechts in die einer Aktiengesellschaft umgewandelt. Im Zuge der Umwandlung übernahm die Hannoversche Volksbank eG die Aktienmehrheit der Bank.

## Rechtsverhältnisse
Die Ritterschaftliches Kreditinstitut Stade Aktiengesellschaft ist im Handelsregister beim Amtsgericht Tostedt unter HRB 209476 eingetragen.

## Organisationsstruktur
Die Ritterschaftliches Kreditinstitut Stade Aktiengesellschaft ist eine öffentlich-rechtliche Bank in der Form einer Aktiengesellschaft. Rechtsgrundlagen sind das Aktiengesetz und die Satzung. Organe der Bank sind der Vorstand, der Aufsichtsrat und die Hauptversammlung. Hauptaktionär ist seit Juni 2022 die Hannoversche Volksbank eG. Weiterhin ist die Ritterschaft des ehemaligen Herzogtums Bremen, die erste Kurie der Landschaft der Herzogtümer Bremen und Verden an der Bank beteiligt.

## Sicherungseinrichtung
Die Ritterschaftliches Kreditinstitut Stade Aktiengesellschaft ist der amtlich anerkannten Sicherungseinrichtung des Bundesverbandes der Deutschen Volksbanken und Raiffeisenbanken GmbH und der zusätzlichen freiwilligen Sicherungseinrichtung des Bundesverbandes der Deutschen Volksbanken und Raiffeisenbanken e.V. angeschlossen.

## Geschäftsmodell
Satzungsgemäß beschränkt sich die Ritterschaftliches Kreditinstitut Stade Aktiengesellschaft auf die Finanzierung der Land- und Forstwirtschaft sowie auf Kommunaldarlehen. Die Finanzierung privaten Wohnungsbau erfolgt gegen grundbuchliche Sicherheiten.

## Geschäftsgebiet
Das viele Jahrzehnte dominierende Kerngeschäftsgebiet „Elbe-Weser-Dreieck“ wurde auf das gesamte Bundesgebiet erweitert. Der Schwerpunkt der Tätigkeit liegt im nord- und ostdeutschen Raum.